# Водоподъёмное здание (Динабургская крепость)
Водоподъёмное здание — здание в Даугавпилсской (Динабургской) крепости (Латвия), памятник архитектуры местного значения.

## Описание
Находится на перекрестке улиц Императорской и Николая (Николаевской улицы) рядом с Николаевскими воротами. Через перекрёсток находится Артиллерийский Арсенал. В здании собирается коллекция для будущей музейной экспозиции по истории крепости. Адрес: улица Николая, 5

## История
Здание сооружено в 1865—1866 годах в неоготическом стиле из кирпича. Строил мастер Битнер, о чём свидетельствует закладная доска с текстом в своде прихожей здания. Назначение паровой машиной подавать воду с помощью насоса из Двины в клепанный водный бак на чердаке здания, ёмкость 3 тыс. вёдер, оттуда вода самотеком по трубам расходилась по зданиям крепости. С осени 2009 по апрель 2011 года в здании проведён ремонт, торжественное открытие здания прошло 29 апреля 2011 года.

## Центр культуры и информации Даугавпилсской крепости
В настоящее время с 2011 года в здании размещается Центр культуры и информации Даугавпилсской крепости, архив и библиотека. Здесь находится рабочее место Управляющего (Коменданта) крепости.

### Список управляющих крепости
- 2 мая 2011 года—1 июля 2013 года[1] — Дукшинский Янис
- с 26 июля по 11 сентября 2013 года[2] обязанности управляющего временно исполнял Махлин Артём, эксперт по проектам Центра культуры и информации Даугавпилсской крепости при Даугавпилсской городской думе
- 12 сентября 2013 года[3]—настоящее время — Островский Янис

В стенах здания прошли несколько краеведческих конференций.
21 октября 2012 года прошла третья, 8 Краеведческая конференция, по теме: "Вильгельм Кюхельбекер и крепость Динабург".
16 октября 2015 года прошла четвёртая, 15 Краеведческая конференция — посвященная 100-летию обороны Двинска (осень 1915- февраль 1918) в Первой мировой/Великой войне 1914—1918 годов.
1 декабря 2017 года здесь состоялась пятая, 19 Краеведческая конференция, посвященная последнему коменданту крепости И.Н. Львову (1906-1918), генерал-лейтенант, в связи со 160-летием со дня рождения (1857).
21 декабря 2018 года прошла шестая, 20 Краеведческая конференция, по теме: "Даугавпилс – крепость и город на протяжении веков".
13 декабря 2019 года прошла седьмая, 21 Краеведческая конференция, по теме: "Даугавпилсская крепость и её обитатели".

### Десятилетие центра
Отмечалось в 2021 году, в память начала работы в мае 2011 года, виртуальное празднование. Был снят видеоролик с воспоминаниями людей, связанных с Центром в разные годы.

## Мемориальные доски
11 августа 2022 года на здании установлена памятная доска Почетному горожанину за 2010 год, строителю Юрию Денисову, 12 августа прошла церемония её открытия при собравшихся людях, в присутствии городского флага и бургомистра.